# Odruch źreniczny Westphala-Piltza
Odruch źreniczny Westphala-Piltza – odruch źreniczny, charakteryzującym się zwężeniem źrenic przy zaciskaniu powiek.